# سورن اسپانداریان
سورن اسپانداری اسپانداریان (انگلیسی: Սուրեն Սպանդարի Սպանդարյան زاده ۱۸۸۲ − درگذشته ۱۹۱۶) منتقد ادبی، ناشر و بلشویک اهل ارمنستان بود.

## زندگی‌نامه
در سال ۱۹۱۳ کنفرانس پراگ به کمیته مرکزی بلشویک برگزیده شد. در ماه مارس همان سال، اسپانداریان در باکو دستگیر شد. اسپانداریان به حبس به سیبری تبعید شد جایی که چهار سال بعد درگذشت.

## نگارخانه

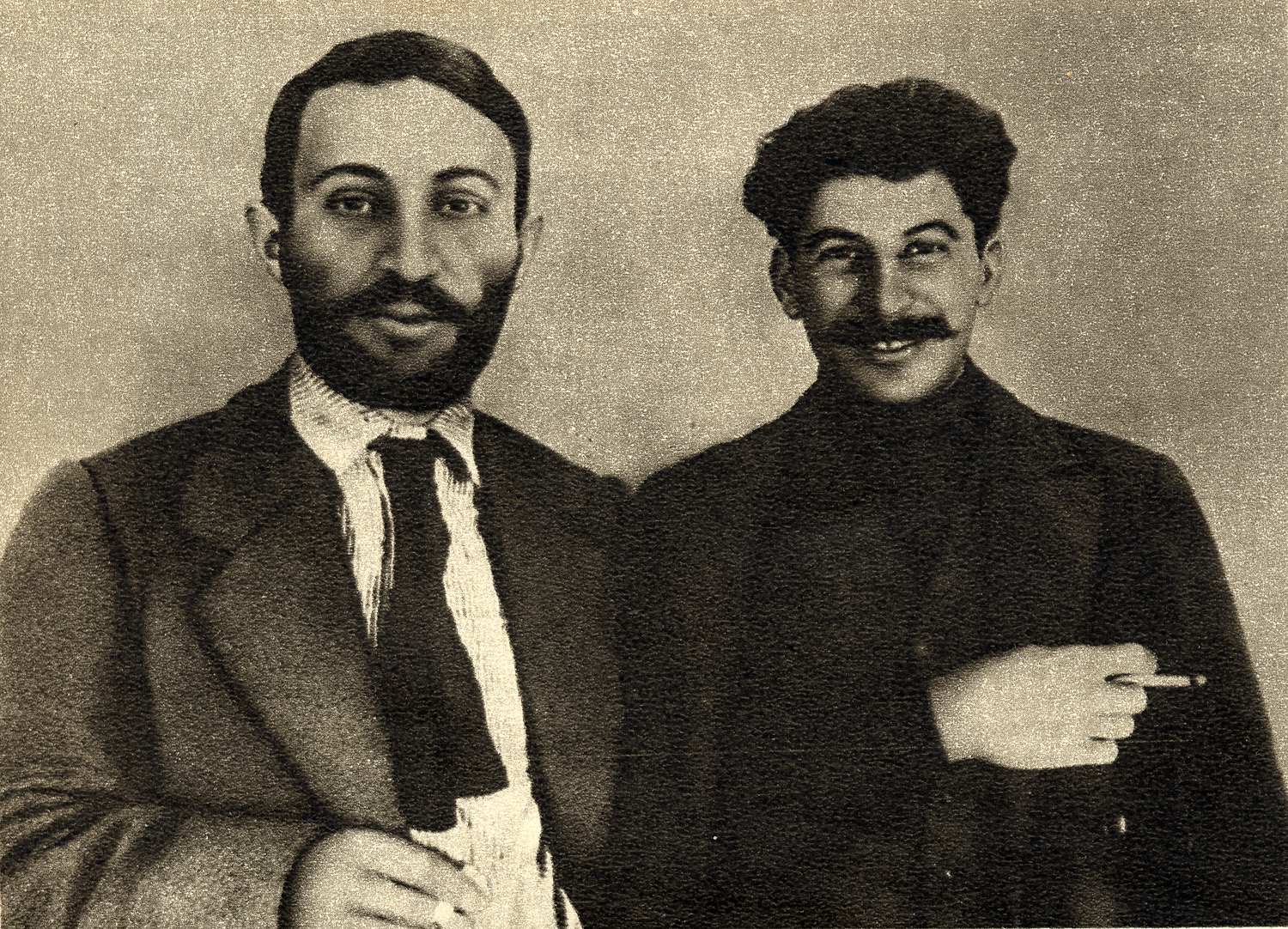
سورن اسپانداریان (چپ) و ژوزف استالین در سال ۱۹۱۵، در دوران تبعیدشان